# Caroline Reboux
Caroline Reboux, född 1837, död 1927, var en fransk modist. Hon nämns tillsammans med Madame Virot som en av de två mest bemärkta modisterna i Paris under andra hälften av 1800-talet, som influerade modeindustrin över sekelskiftet 1900. 